# Shout It Out Loud
"Shout It Out Loud" är en låt av KISS från deras fjärde studioalbum, Destroyer (1976). Låten är skriven av Paul Stanley, Gene Simmons och Bob Ezrin. "Shout It Out Loud" utgavs som första singel 1 mars 1976. Den kom på 31# på Billboard Hot 100 och på fantastiska 1# på Kanadensiska singel listan.
Idén till "Shout It Out Loud" fick bandet genom The Hollies "I Wanna Shout" som Wicked Lester gjorde cover på. Gene minns att "shout it, shout it, shout it out loud" bara kom när Bob och Paul satt och spelade runt några ackord på Bobs piano.
"Shout It Out Loud" spelades på de allra sista gigen på Alive! Tour 1976 ända fram till 1982. 1988 på Crazy Nights Tour var den tillbaka för att stanna fram till Revenge Tour där den försvann och var tillbaka på slutet av turnén. Efter det kom den tillbaka till återföreningen 1996 och har varit ordinarie sedan dess.